# Desmodium rhytidophyllum
Desmodium rhytidophyllum är en ärtväxtart som beskrevs av George Bentham. Desmodium rhytidophyllum ingår i släktet Desmodium och familjen ärtväxter. Utöver nominatformen finns också underarten D. r. acutifoliolum.